# Марквардт, Бриджет
Бриджет Марквардт (англ. Bridget Marquardt, при рождении Бриджет Кристина Сандмайер, англ. Bridget Christina Sandmeier; род. 25 сентября 1973, Тилламук, Орегон, США) — американская модель и актриса. Наиболее известна своим участием в реалити-шоу The Girls Next Door, в центре которого — взаимоотношения Хью Хефнера, основателя Playboy, с его подругами, в том числе Бриджет.

## Биография
Бриджет Марквардт родилась в штате Орегон. Вскоре после её рождения семья переехала в Калифорнию, где она и выросла. Марквардт окончила в 1998 году Университет штата Калифорния, специальность — связи с общественностью. В 2001 году она получила свою степень магистра в области коммуникаций. Позднее поступила в аспирантуру по журналистике.

## Карьера
В 2001 году Марквардт переехала в Лос-Анджелес. Была приглашена в Playboy Mansion, и вскоре стала там регулярно сниматься. В октябре 2002 года ей предложили стать одной из подружек Хефнера.
Известна по фильму The Girls Next Door, где появилась с Холли Мэдисон и Кендра Уилкинсон. Также играла главные роли в The House Bunny Хефнер и с Анной Фэрис.
В феврале 2009 года Марквардт последний раз появилась на страницах Playboy. Была ведущей телевизионной программы Bridget’s Sexiest Beaches в 2009 году. В апреле 2010 года, Марквардт объявила о планах по запуску её собственной ленты. Первый эпизод начнётся в апреле и будет охватывать её жизнь после Playboy Mansion до настоящего времени.

## Личная жизнь
В 2015 году Бриджет и Ник Карпентер объявили о помолвке.
В 2016 году Бриджет рассказала, что она на втором этапе лечения бесплодия и они с женихом прибегли к ЭКО.